# Capsicum chacoense
Capsicum chacoense är en potatisväxtart som beskrevs av A. T. Hunziker. Capsicum chacoense ingår i släktet spanskpepparsläktet, och familjen potatisväxter. Inga underarter finns listade i Catalogue of Life.